# Domus Severiana
La Domus Severiana (en latín: casa de Severo) fue la última ampliación de la Domus Augustana hecha por Septimio Severo. Estaba al sureste del Palatino. El nombre es un título moderno sin relación al nombre que haya recibido en su tiempo.

## Descripción

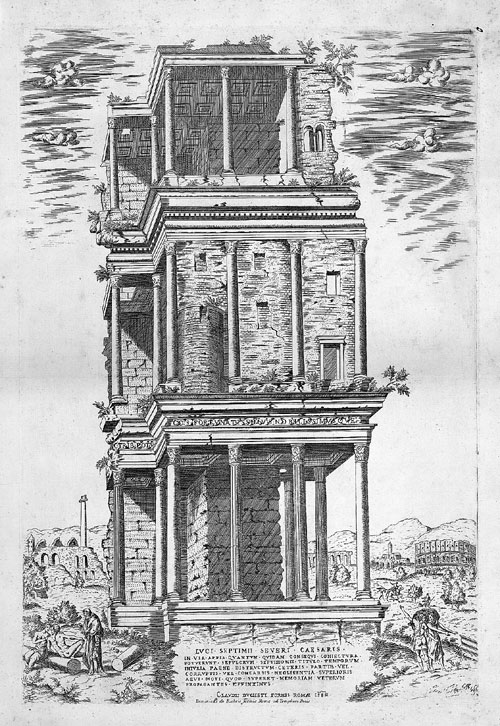
Los restos del Septizodium en una impresión de 1582, poco antes de su demolición final.

En la actualidad solo quedan en pie los basamentos de ladrillo, una de las características típicas de la colina en ese lado. Este basamento de ladrillo hacía la función de una plataforma para extender más el área de la colina ya que en el entonces no quedaba espacio para construir la nueva ala del palacio. En la parte el edificio y la exedra del Estadio se encuentran pocos restos de las termas del palacio, probablemente construidas por Domiciano y completamente reconstruidas por Majencio, a las cuales llegaba una tubería del Aqua Claudia, salvando con un acueducto de arcos (parcialmente conservados) el valle entre el Celio y el Palatino.
En el lado que da a la Vía Appia, al sureste, se encontraba el Septizodio, la fachada-nínfeo de varios pisos con columnas, construida para (en palabras del biógrafo del emperador) impresionar a sus connacionales de la África romana, quienes llegaban a Roma precisamente desde el sur, por la Vía Appia.
El edificio aún se conservaba parcialmente en el siglo XVI y fue demolido por órdenes del papa Sixto V para reutilizar los materiales en otras construcciones, entre ellas, la capilla que mandó construir en Basílica de Santa María la Mayor. Solo quedan algunos dibujos hechos en el renacimiento.